# Deutsche Minderheit in Usbekistan
Als Deutsche Minderheit in Usbekistan wird die deutschsprachige Minderheit auf dem Gebiet des heutigen Usbekistans bezeichnet.

## Geschichte
Erste deutsche Spuren in Usbekistan sind seit der Mitte des 19. Jahrhunderts dokumentiert. Sie stammten zumeist aus den baltischen Provinzen Russlands. Der Großteil der dort noch lebenden deutschen Minderheit in Usbekistan sind jedoch Wolgadeutsche. Sie wurden unter Josef Stalin am Anfang der 1940er Jahre aus dem Wolgagebiet nach Zentralasien (u. a. Usbekistan) und nach Sibirien deportiert (siehe Kasachstandeutsche, Sibiriendeutsche). Ca. 40.000 wurden in Arbeitslagern interniert. Viele damalige Wolgadeutsche starben in diesen Lagern. In den 1970er Jahren wanderten viele Usbekistandeutsche nach Deutschland aus. Die Mitglieder der Deutschen Minderheit in Usbekistan werden auch als Usbekistandeutsche bezeichnet.

## Heutige Verbreitung
2001 lebten ca. 24.000 Deutsche in Usbekistan. Das entsprach ca. 0,1 % der Gesamtbevölkerung des Landes.
Es gibt keine genauen Zahlen über die heutige Anzahl der Deutschen in Usbekistan, dennoch ist es wahrscheinlich, dass sich ihre Zahl weiter deutlich verringert hat, wie in den anderen zentralasiatischen Staaten.
Nach Schätzungen der vier deutschen Kulturzentren und der Deutschen Gesellschaft für Internationale Zusammenarbeit leben nur noch etwa 10.000 usbekische Staatsbürger deutscher Abstammung in Usbekistan. Die Hälfte der deutschen Minderheit lebt in ländlichen Gebieten unter den dortigen erschwerten infrastrukturellen und wirtschaftlichen Bedingungen.

## Unterstützung durch die Bundesrepublik Deutschland
Seit 1995 unterstützt die Bundesrepublik Deutschland die deutschstämmigen Bürger Usbekistans finanziell mit einer viertel Million Euro jährlich. Mit dem Geld werden vier Kulturzentren der deutschen Minderheit unterstützt und die verbliebenen Deutschen erhielten direkte humanitäre Hilfe.